# Pjotr Grigorjewitsch Kachowski

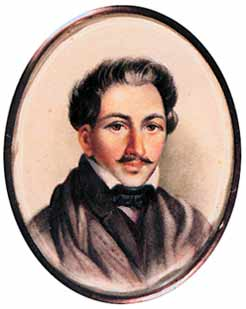
Pjotr Grigorjewitsch Kachowski

Pjotr Grigorjewitsch Kachowski (russisch Пётр Григорьевич Каховский; * 1797 im Gouvernement Smolensk; † 13. Julijul. / 25. Juli 1826greg. in Sankt Petersburg) war ein russischer Offizier und Dekabrist.

## Leben
Er wuchs in der Universitätspension von Moskau auf und trat im März 1816 als Junker in das Leibgarde-Jägerregiment ein, wurde aber schon im Dezember auf Anweisung des Großfürsten Konstantin Pawlowitsch Romanow wieder aus der Russischen Garde entlassen. Man warf ihm Faulheit im Dienst und andere Nachlässigkeiten vor, die sich mit der Offizierswürde nicht vereinbaren ließen. Die Folge war seine Versetzung in den Kaukasus. Offenbar hatte er aus den Vorgängen gelernt und zeichnete sich jetzt im Dienst aus, avancierte bis zum November 1819 gar zum Oberleutnant. Anschließend nahm er Urlaub, erkrankte und nahm seinen Abschied von der Armee. Seine Genesungsversuche führten ihn in den Kaukasus, nach Dresden und Paris. Über die Schweiz, Italien und Österreich kam er im Dezember 1825 gerade noch rechtzeitig in Petersburg an, um am 13. Dezember die Vorbereitungen zum Aufstand in der Wohnung Rylejews mitzuerleben, er war Mitglied des Nordbundes der Dekabristen und Initiator einer Zelle des Geheimbundes bei der Leibgarde. Seine Aufgabe sollte es sein, Nikolai I. zu erschießen, wozu er sich aber nicht entschließen konnte, allerdings verletzte er den Grafen Michail Andrejewitsch Miloradowitsch tödlich und fügte weiteren hohen Offizieren Verletzungen bei. Nach dem Scheitern des Aufstandes wurde er zusammen mit vier weiteren Dekabristen hingerichtet.